# Яковлев, Александр Викторович (военный)
Алекса́ндр Ви́кторович Я́ковлев (1976—1996) — наводчик-оператор боевой машины пехоты (БМП-2) 205-й отдельной мотострелковой бригады Северо-Кавказского военного округа, рядовой, участник первой чеченской войны, Герой Российской Федерации (1997, посмертно).

## Биография
Родился 4 сентября 1976 года в Челябинске. Окончил 8 классов средней школы № 108 и профессионально-техническое училище № 25 (ныне Государственный промышленно-гуманитарный техникум) города Челябинска по специальности «Слесарь-вентиляционщик». Работал в вентлаборатории службы промсанитарии и вентиляции на Челябинском трубопрокатном заводе.
В Вооружённые Силы Российской Федерации призван 24 декабря 1994 года Ленинским райвоенкоматом города Челябинска. Проходил срочную службу в 205-й отдельной мотострелковой бригаде Северо-Кавказского военного округа (ныне относится к Южному военному округу).
Участвовал в первой чеченской войне с апреля 1995 года, был наводчиком-оператором боевой машины пехоты в разведроте разведбата бригады. При прорыве боевиков в Грозный 8 марта 1996 года БМП попала в засаду боевиков и была подбита выстрелом из гранатомёта. Рядовой Яковлев получил контузию, но немедленно открыл ответный огонь и подавил четыре огневые точки противника. Такой отпор вызвал замешательство боевиков, благодаря которому разместившиеся на броне сослуживцы смогли занять оборону и принять бой. Сам Александр Яковлев продолжал вести огонь из горящей БМП по противнику и покинул её, только расстреляв весь боезапас. Однако сразу после того, как ему удалось выбраться наружу, БМП взорвалась. Александр Яковлев получил новую контузию и ранения. Когда он очнулся, то был уже окружён боевиками. Тем не менее, он вступил с пытавшимися захватить его боевиками в рукопашную схватку, в которой ему удалось уничтожить двух врагов и захватить их оружие. Ещё около получаса вёл бой трофейным оружием. В итоге погиб.
Указом Президента Российской Федерации от 22 января 1997 года за мужество и героизм, проявленные при выполнении воинского долга, рядовому Яковлеву Александру Викторовичу было присвоено звание Героя Российской Федерации (посмертно).
Похоронен на кладбище поселка Фатеевка города Челябинска.

## Награды
- Герой Российской Федерации (22 января 1997 года), медаль № 382.

## Память
- Его именем названа новая улица в Центральном районе города Челябинска (в жилом комплексе у ТРК «Родник»)[4].
- Его имя присвоено государственному промышленно-гуманитарному техникуму (бывшее ГПТУ № 25) в Ленинском районе города Челябинска, на его здании установлена мемориальная доска. Это ПТУ окончил Александр Яковлев[1][5].
- Его имя присвоенно МАОУ СОШ № 108 в Ленинском районе города Челябинска. Эту школу окончил Александр Яковлев[1].